# Erik Severin
Erik Severin (* 18. Juli 1879 in Stockholm; † 15. November 1942 ebenda) war ein schwedischer Curler.
Severin spielte als Lead in der schwedischen Mannschaft bei den I. Olympischen Winterspielen 1924 in Chamonix im Curling. Die Mannschaft gewann die olympische Silbermedaille.

## Erfolge
- 2. Platz Olympische Winterspiele 1924